# Thomas I. (Jerusalem)
Thomas I. (auch unter dem persischen Namen Tamriq bekannt; † 821) war von 807 bis zu seinem Tod griechischer Patriarch von Jerusalem.

## Leben
Bevor er Mönch im Kloster Mar Saba wurde, praktizierte Thomas als Arzt. Später war er Hegumen des Klosters Khariton bei Suca.
Während seiner Amtszeit als Patriarch wurde das Dach der Grabeskirche erneuert. Thomas ließ dazu fünfzehn Zedern und fünfzehn Tannen aus Zypern heranschaffen. Karl der Große trug einen Teil der Kosten.